# コミック アース・スター
『コミック アース・スター』（Comic Earth Star）は、アース・スター エンターテイメントが運営するウェブコミック配信サイト。
紙媒体として2011年3月12日に創刊され、2014年をもって廃刊し、2015年よりウェブコミック誌としてリニューアルされた。

## 概要
レンタルビデオチェーン『TSUTAYA』を運営するカルチュア・コンビニエンス・クラブのグループ企業として設立されたアース・スター エンターテイメントが、2010年に創刊を発表。pixivで新人漫画家・イラストレーターの募集を行ったり、後述する「創刊準備号」の無料配布や、インターネットラジオ番組の先行放送などの創刊準備キャンペーンを実施した。
「漫画から始まる、メディアミックスコミック誌」をキャッチフレーズとし、メディアミックスを強く意識した作品展開が特徴。月刊誌には珍しく表紙や巻頭には声優のグラビアを採用、すーぱーそに子など他社キャラクターとのコラボレーション作品や藤原カムイなど人気作家の起用、本誌や単行本の一部には声優を起用した付録CDを添付、2012年10月に本誌から初放送となった『てーきゅう』を皮切りに数作品のテレビアニメ化を企画する。一部の連載作品は公式サイト上やニコニコ静画で第1話ないし序盤数話の無料配信が行われている。なお、雑誌名は「アース・スター」と「アース」「スター」の間に中黒が入るが、題字のロゴデザインでは中黒でなく、「アース☆スター」と白星（星の内側は黄色）が用いられている。
単行本は「アース・スター コミックス」レーベルで出版されるがアース・スター社は発行元となり、実際の発売元は泰文堂となっている。

### 創刊準備号
2010年8月にコミックマーケット78や秋葉原の一部書店などで無料配布されたB5判・全40ページの小冊子。内容は、本誌の編集部員キャラクターたちを描いた漫画を、複数の漫画家が個別に執筆した『創刊!コミック アース・スター編集部』を収録したもの。また、中原麻衣・植田佳奈・早見沙織・矢作紗友里を本誌の編集部員役としたボイスドラマを収録するCDを付録とし、配布場所ごとにヤスバージョン・文倉十バージョン・黒銀バージョンと表紙デザインの異なる3種を制作するなど話題とされた。

### インターネットラジオ
公式サイトにて、中原麻衣、植田佳奈、早見沙織、矢作紗友里による「創刊!コミック アース・スター 編集会議」を2010年8月16日より同年12月13日まで配信。配信元はHiBiKi Radio Station。創刊時の2011年3月分は音泉でも配信。この番組のコーナー「漫画原作者への道」で中原らの話し合った声優としての体験談やアイデアを基にした『こえたま』が後に連載漫画化された。その様子は本誌創刊号付録CD並びに同作品の単行本第1巻付録CDにも収録された。

### デジタル版
2014年11月12日発売の2014年12月号をもって紙媒体としては休刊し、デジタル版に移行。この理由について、編集長の後藤裕は「紙媒体だと売れないからではなく、創刊当初では「紙じゃないと描かない」という漫画家が多かったのが、漫画のデジタル配信の増加で「デジタルでも描いてもいい」という漫画家が多くを占めるようになり、そうした環境の変化からより多くの人に読んでもらうためにデジタル版のほうが広がりがある」と、より幅広い層への訴求力の向上が目的であるとしている。
デジタル版の創刊は2014年12月14日を予定していたが、アプリ開発の不具合により、2015年1月19日に延期となった。2015年1月よりPCのみデジタル版を創刊したが、開発の都合上、アプリの配信は延期された。その後、同年3月12日にスマートフォンアプリ版を配信。2016年10月をもってアプリ版のサービスを休止し、ウェブ版に一本化された。

## デジタル版の連載作品
| 作品名 | 作者（作画）               | 原作など                                                                 | 備考             |
| --- | -------------------------- | ------------------------------------------------------------------------ | ---------------- |
| 姉に言われるがままに特訓をしていたら、とんでもない強さになっていた弟 〜ブラコン姉に鍛えられすぎた新米冒険者、やがて英雄となる〜      | 相模映（漫画）             | 吉田杏・スコッティ（原作）                                               |                  |
| 生贄第二皇女の困惑 〜人質の姫君、敵国で知の才媛として大歓迎を受ける〜                                                                | 水谷悠珠・かえで透（漫画） | 真波潜・さくらもち（原作）                                               |                  |
| 異世界転移して教師になったが、魔女と恐れられている件 〜アオイ先生の学園奮闘日誌〜                                                    | 咲良（漫画）               | 井上みつる（原作）・鈴ノ（キャラクター原案）                             |                  |
| 異世界に転移したら山の中だった。反動で強さよりも快適さを選びました。                                                                 | 蔦屋空（漫画）             | じゃがバター（原作）・岩崎美奈子（キャラクター原案）                     |                  |
| 異世界は猫と共に〜猫好きSEがプログラム知識×魔法具で最強領地をつくるまで〜                                                            | 瑚澄遊智（漫画）           | ぱげ（原作）・又市マタロー（キャラクター原案）                           |                  |
| 異端のダークヒーラー、魔国幹部として人類を衰退に導くようです 〜ただ心穏やかに利益と知識を追求したいだけなのに〜                      | 蟹江鉄史（漫画）           | 浅見朝志（原作）・江川あきら（キャラクター原案）                         |                  |
| 稲穂くんは偽カノジョのはずなのに | とこのま                   |                                                                          |                  |
| ウタヒメドリーム | ひよりり（漫画）           | アース・スター エンターテイメント（原作）                                |                  |
| ウタヒメドリーム公式4コマ ウタヒメカフェへようこそ!                                                                                  | たかよみ（漫画）           | アース・スター エンターテイメント（原作）                                |                  |
| 生まれた直後に捨てられたけど、前世が大賢者だったので余裕で生きてます                                                                 | 遠田マリモ（漫画）         | 九頭七尾・鍋島テツヒロ（原作）                                           |                  |
| 王空騎士団と救国の少女〜空を飛ぶ少女アイリスの物語〜                                                                                 | 松尾葉月（漫画）           | 守雨（原作）・OX（キャラクター原案）                                     |                  |
| お出かけ先は異世界ですか？〜身体は5歳・頭脳は16歳の“なんちゃって幼女”、美ケメン達に愛されちゅう!?〜                                  | 七緒たつみ                 | 天川七（原作）・ゆき哉（キャラクター原案）                               |                  |
| お局令嬢と朱夏の季節 〜冷徹宰相様のお飾りの妻になったはずが、溺愛されています〜                                                      | 日田中（漫画）             | メアリー=ドゥ（原作）・Shabon（キャラクター原案）                        |                  |
| 俺は全てを【パリイ】する〜逆勘違いの世界最強は冒険者の夢をみる〜                                                                     | KRSG（漫画）               | 鍋敷・カワグチ（原作）                                                   |                  |
| ガイド役の天使を殴り倒したら、死霊術師になりました 〜激カワゴスロリ魔神様、サイコー!〜                                               | でかいるか（漫画）         | エリーゼ（原作）・がわこ（キャラクター原案）                             |                  |
| 神様なんか信じてないけど、【神の奇跡】はぶん回す〜信仰の力? これは努力と検証の賜物です〜                                             | 熊咲英里（漫画）           | リウト銃士（原作）・桜河ゆう（キャラクター原案）・影崎由那（ネーム構成） |                  |
| 国に最強のバリアを張ったら平和になりすぎて追放されました。〜俺の魔法がヤバすぎて、美女と魔族に囲まれてるんだが!?〜                   | 国吉みさき（漫画）         | CK（原作）・トモゼロ（キャラクター原案）                                 |                  |
| 小春とふたりのナイト | 餅田心                     |                                                                          |                  |
| 婚約解消のち、お引越し。セイラン・リゼルの気ままで優雅な生活。〜才色兼備の転生令嬢は前世チートで自由を満喫します                     | 由那（漫画）               | 砂都千夕（原作）・あんべよしろう（キャラクター原案）                     |                  |
| 3分聖女の幸せぐーたら生活 〜「きみを愛することはない」と言う生真面目次期公爵様と演じる3分だけのラブラブ夫婦。あとは自由!やっほい!!〜 | かじきすい（漫画）         | ゆいレギナ（原作）・あかつき聖（キャラクター原案）                       |                  |
| 社畜騎士がSランク冒険者に拾われてヒモになる話〜おいしい料理は絆を繋ぐ!?〜                                                            | chiYOMI（漫画）            | 岸本和葉（原作）・匈歌ハトリ（キャラクター原案）                         |                  |
| 神使の番人 | 烏丸イチ                   |                                                                          |                  |
| 『聖女様のオマケ』と呼ばれたけど、わたしはオマケではないようです。〜全属性の魔法が使える最強聖女でした〜                             | 青峰翼（漫画）             | 早瀬黒絵（原作）・hi8mugi（キャラクター原案）                            |                  |
| 聖女の妹の尻拭いを仰せつかった、ただの侍女でございます〜謝罪先の獣人国で何故か黒狼陛下に求愛されました!?〜                           | 日野原（漫画）             | 櫻田りん（原作）・氷堂れん（キャラクター原案）                           |                  |
| 贅沢三昧したいのです! 〜貧乏領地の魔法改革 悪役令嬢なんてなりません!〜                                                               | 木虎こん（漫画）           | みわかず・沖史慈宴（原作）                                               |                  |
| 戦鬼と呼ばれた男、王家に暗殺されたら娘を拾い、一緒にスローライフをはじめる innocent days                                             | 田野かかし（漫画）         | ハーーナ殿下・DeeCHA（原作）                                             |                  |
| 戦国小町苦労譚 | 沢田一（漫画）             | 夾竹桃・平沢下戸（原作）                                                 |                  |
| 即死チートが最強すぎて、異世界のやつらがまるで相手にならないんですが。-AΩ-                                                           | 納都花丸                   | 藤孝剛志・成瀬ちさと（原作）                                             |                  |
| その者。のちに… 〜気がついたらS級最強!?勇者ワズの大冒険〜                                                                            | 成家慎一郎（漫画）         | ナハァト・三弥カズトモ（原作）                                           |                  |
| 町人Aは悪役令嬢をどうしても救いたい 〜どぶと空と氷の姫君〜                                                                           | 目黒三吉（漫画）           | 一色孝太郎・Parum（原作）                                                |                  |
| 追放された公爵令嬢、ヴィルヘルミーナが幸せになるまで。〜最強の平民、世界に革命を起こす〜                                             | 4U（漫画）                 | ただのぎょー（原作）・結川カズノ（キャラクター原案）                     |                  |
| 追放された聖女ですが、実は国中から愛されすぎてて怖いんですけど!?〜聖女イヴリンと愉快な（?）仲間たち〜                                | 柳矢真呂（漫画）           | 榛名丼（原作）・くろでこ（キャラクター原案）                             |                  |
| 転生した大聖女は、聖女であることをひた隠す A Tale of The Great Saint                                                                 | 青辺マヒト（漫画）         | 十夜・chibi（原作）                                                      |                  |
| 転生した大聖女は、聖女であることをひた隠すZERO 〜The Great Saint of Remembrance〜                                                    | 海㮈（漫画）               | 十夜・chibi（原作）                                                      |                  |
| 転生したら最愛の家族にもう一度出会えました 〜あふれる愛をこの一皿にのせて〜                                                          | みずち泉巳                 | あやさくら（原作）・CONACO（キャラクター原案）                           |                  |
| 転生したらドラゴンの卵だった 〜イバラのドラゴンロード〜                                                                              | RIO（漫画）                | 猫子・NAJI柳田（原作）                                                   |                  |
| 転生してから40年。そろそろ、おじさんも恋がしたい。二度目の人生はハーレムルート!?                                                     | えむあ（漫画）             | 清露・ぎうにう（原作）                                                   |                  |
| 転生してハイエルフになりましたが、スローライフは120年で飽きました -Highelf with a long life-                                         | 成田コウ（漫画）           | らる鳥・しあびす（原作）                                                 |                  |
| 転生しました、サラナ・キンジェです。ごきげんよう。〜優雅なスローライフで大忙し〜                                                     | 兎咲みいこ（漫画）         | まゆらん（原作）・匈歌ハトリ（キャラクター原案）                         |                  |
| 転生令嬢ヴィオレッタの農業革命 美食探究と領地改革に励んでいたら、氷の侯爵様に溺愛されていました?                                     | 駒田まこ（漫画）           | 朝月アサ（原作）・ゆっ子・沖史慈宴（キャラクター原案）                   |                  |
| 転生令嬢が国王陛下に溺愛されるたった一つのワケ eterna                                                                                | カナンアスカ（漫画）       | アルト・ひろせ（原作）                                                   |                  |
| Knights of Scarlet | Romi                       |                                                                          |                  |
| 願いを叶えてもらおうと悪魔を召喚したけど、可愛かったので結婚しました 〜悪魔の新妻〜                                                  | となりける（漫画）         | shiryu（原作）                                                           |                  |
| 反逆のソウルイーター -魂の捕食者と少女たち-                                                                                          | 溝口隆一郎（漫画）         | 玉兎・夕薙（原作）                                                       |                  |
| 貧乏貴族ノードの冒険譚 〜Nord's Adventure〜                                                                                          | 瀬田U（漫画）              | 黒川彰一・エナミカツミ（原作）                                           |                  |
| 不貞の子は父に売られた嫁ぎ先の成り上がり男爵に真価を見いだされる〜ロレッタと天才魔道具士の結婚〜                                     | 清瀬のどか（漫画）         | 三崎ちさ（原作）・花染なぎさ（キャラクター原案）                         |                  |
| ヘルモード 〜やり込み好きのゲーマーは廃設定の異世界で無双する〜 はじまりの召喚士                                                     | 鉄田猿児（漫画）           | ハム男・藻（原作）                                                       |                  |
| 辺境の貧乏伯爵に嫁ぐことになったので領地改革に励みます 〜the letter from Boule〜                                                     | 深山じお                   | 花波薫歩・ボダックス（原作）                                             |                  |
| 冒険者になりたいと都に出て行った娘がSランクになってた 黒髪の戦乙女                                                                   | 漆原玖（漫画）             | 門司柿家・toi8（原作）                                                   |                  |
| ボクは光の国の転生皇子さま!〜溺愛する家族と精霊の加護と共に、ボクの天然チートでお助けします!〜                                       | 伊志田（漫画）             | 撫羽（原作）・nyanya（キャラクター原案）                                 |                  |
| 魔王の秘書 | 鴨鍋かもつ                 | -                                                                        |                  |
| 無自覚聖女は今日も無意識に力を垂れ流す 〜公爵家の落ちこぼれ令嬢、嫁ぎ先で幸せを掴み取る〜                                            | えとうヨナ（漫画）         | あーもんど・あんべよしろう（原作）                                       |                  |
| 無職の英雄 別にスキルなんか要らなかったんだが -才能ゼロの成り上がり-                                                                 | 名苗秋緒（漫画）           | 九頭七尾・上田夢人（原作）                                               |                  |
| メイドなら当然です。 〜万能メイド、濡れ衣かぶって旅に出る。〜                                                                        | 熊谷綾人（漫画）           | 三上康明・キンタ（原作）                                                 |                  |
| 元貴族の四兄弟はくじけない!〜ちびっ子だけどおっきなもふもふと一緒に大切な家族をまもるのら!〜                                         | 五月やみ（漫画）           | 撫羽（原作）・potg（キャラクター原案）                                   |                  |
| もふもふとむくむくと異世界漂流生活 〜おいしいごはん、かみさま、かぞく付き〜                                                          | エイタツ（漫画）           | しまねこ（原作）・れんた（キャラクター原案）                             |                  |
| 野生のラスボスが現れた! 黒翼の覇王                                                                                                   | 葉月翼（漫画）             | 炎頭・YahaKo（原作）                                                     |                  |
| ヤマノススメ | しろ                       | -                                                                        | 紙版より継続連載 |
| 悠久の愚者アズリーの、賢者のすゝめ ―と、ポチの大冒険―                                                                                | 荒木風羽（漫画）           | 壱弐参・武藤此史（原作）                                                 |                  |
| 領民0人スタートの辺境領主様〜青のディアスと蒼角の乙女〜                                                                              | ユンボ（漫画）             | 風楼・キンタ（原作）                                                     |                  |
| 私、能力は平均値でって言ったよね! | ねこみんと（作画）         | FUNA・亜方逸樹（原作）                                                   |                  |

## デジタル版の連載終了作品
- 餡さんぶるっ!（原作：無義歩 漫画：加藤コウキ）
- アイツ、異世界から帰ってきたっぽくね?（橋元大河）
- うさかめ（原作：ルーツ キャラクター原案：Piyo 漫画：桐沢十三）
- 呻子ちゃんは恋してる（平田）
- うわばきっず（ルーツ）
- エミル・クロニクル・オンライン（原作・原案：エミル・クロニクル・オンライン 協力：斎藤ゆうすけ 漫画：伊藤いづも ）
- 大相撲令嬢〜前世に相撲部だった私が捨て猫王子と はぁどすこいどすこい〜（原作：川獺右端・村上ゆいち 漫画：影崎由那）
- おにぎりちさ（目黒三吉）
- おばあちゃんとゲーム（瀬野反人）
- 俺のメガネはたぶん世界征服できると思う。エイルの奇妙なメガネ生活（原作：南野海風・ネコメガネ 漫画：草壁レイ）
- 帷子しずくはリードしたい!（須賀達郎）
- 【急募】捨てられてたドラゴン拾った【飼い方】〜ドラゴンと猫のいる日常〜（原作：アッサムてー・とぴあ 漫画：木虎こん）
- 禁断師弟でブレイクスルー〜ボーイ・ミーツ・サタン〜（原作：アニッキーブラッザー・竜徹 漫画：えとうヨナ）
- クロボーズ（原作：富沢義彦 作画：たみ）
- 黒歴史大決戦（竹澤香介）
- ケモナー勇者を落としたい!（原作：ぶしやま 作画：来海きこ）
- 好角家 愛敬紗英 今日の一番（林ふみの）
- こころ オブ・ザ・デッド〜スーパー漱石大戦〜（原作：夏目漱石 アメイジング翻案：架神恭介 漫画：目黒三吉）
- 婚約者様には運命のヒロインが現れますが、暫定婚約ライフを満喫します! にゃーん（星見うさぎ（原作） Qi234（キャラクター原案） アスナキハル（漫画）） 未完[26]
- 最強呪族転生〜魔術オタクの理想郷〜（原作：猫子・Mika Pikazo 漫画：志之村旭）
- 最強パーティーの雑用係 〜おっさんは、無理やり休暇を取らされたようです〜（原作：peco・bun150 漫画：佐藤貴文）
- 雑草転生〜エルフの里で大切に育てられてます〜（原作：天然水珈琲・にじまあるく 漫画：幾夜大黒堂）
- サポルト! 木更津女子サポ応援記（高田桂） - 掲載当初のタイトルは『ウルトラス!木更津女子サポ応援記』
- サノバウィッチ Pure（原作：ゆずソフト 漫画：河南あすか）
- J.C.Lovers（とく村長）
- 四十七大戦（一二三） - 『マガジンポケット』（講談社）に移籍
- 実録!34歳オタクが16歳女子高生と付き合ってみた件（原作：金谷拓海 作画：荒木風羽）
- 死神の女王と冥府の番犬（Romi）
- 死に戻りのオールラウンダー 100回目の勇者パーティー追放で最強に至る（原作：石製インコ 漫画：Noah）
- 深海獣（菅野孝典）
- 灼熱の魔女様の楽しい温泉領地経営 〜魔力ゼロで辺境に追放されましたが、災厄級のあたためスキルで温泉帝国つくっちゃいます〜（原作：海野アロイ・切符 漫画：むぎちゃぽよこ）
- 神撃のバハムート ミスタルジアサーガ（漫画：近藤るるる 原作：Cygames）
- 人狼JKと用務員さん（佐久間炭）
- 人狼への転生、魔王の副官 始動編（原作：漂月 デザイン原案：西E田 漫画：寺田イサザ）
- 人狼への転生、魔王の副官 はじまりの章（原作：漂月・西E田 漫画：瑚澄遊智）
- 世界最強の努力家 〜誰も知らない【努力】の才能を授かったので俺だけが出来る規格外の努力で最強になる〜（原作：蒼乃白兎・紅林のえ 漫画：遠田マリモ）
- 全時空選抜最弱最底辺決定戦（原作：久正人 作画：KRSG）
- 新・血潜り林檎と金魚鉢男（阿部洋一）
- 翠星のガルガンティア〜めぐる航路、遥か〜（原作：オケアノス キャラクター原案：鳴子ハナハル 監修：Production I.G 漫画：杉浩太郎）
- センチメンタルーミー（ノッツ）
- 掃除屋のふたり（初野ふみの）
- その亀、地上最強 〜僕は最愛の亀と平和に暮らしたい〜（原作：しんこせい キャラクター原案：福きつね 漫画：影崎由那）
- その者。のちに…（原作：ナハァト・三弥カズトモ 漫画：彩乃浦助）
- ゾンびより（なつみん）
- 駄菓子屋ヤハギ 異世界に出店します 〜転移先で大繁盛〜（原作：長野文三郎・寝巻ネルゾ 漫画：仏さんじょ）
- 高宮なすのです!（原作：ルーツ 作画：Piyo）
- 追放されたお荷物テイマー、世界唯一のネクロマンサーに覚醒する〜The tale of the necromancer.〜（原作：すかいふぁーむ・日向あずり 漫画：青峰翼）
- 追放された聖女ですが、実は国中から愛されすぎてて怖いんですけど!?〜聖女イヴリンと愉快な（?）仲間たち〜（原作：榛名丼 キャラクター原案：くろでこ 漫画：柳矢真呂）
- てーきゅう（原作：ルーツ 作画：Piyo）
- 転生吸血鬼さんはお昼寝がしたい〜Please take care of me.〜（原作：ちょきんぎょ。・47AgDragon 漫画：咲良）
- 転生したら兵士だった?!〜赤い死神と呼ばれた男〜（原作：師裏剣・白味噌 漫画：咲メギコ）
- 転生前は男だったので逆ハーレムはお断りしております 完璧淑女への道（原作：森下りんご・みわべさくら 漫画：森みさき）
- 東京自転車少女。（わだぺん）
- TRADE〜俺は今日から女子高生〜（原作：森田彩加 作画：押月禄）
- なぜ備さんはいつもいやらしいことばかり想定して危機管理しているの?（まいたけ）
- 日刊桐沢 タテモノめぐり。（桐沢十三）
- 人間だけど魔王軍四天王に育てられた俺は、魔王の娘に愛され支配属性の権能を与えられました。（原作：左リュウ・mmu 漫画：かじきすい）
- のーどうでいず（せきはん）
- 信長未満—転生光秀が倒せない—（橋元大河）
- ノブナガン（久正人）
- 反逆のソウルイーター（原作：玉兎・夕薙 漫画：東條チカ）
- 半熟サキュバス前奏曲（原作：キテルプロ 漫画：どどめ色マヨネーズ）
  - 半熟サキュバス前奏曲＋（プラス）（原作：キテルプロ 漫画：どどめ色マヨネーズ）
- パンダミック（手持望）
- 星斬りの剣士（原作：アルト・ろるあ 漫画：酒月ほまれ）
- マーメイド・ラヴァーズ（原作：深見真 漫画：吉岡榊）
- 魔王立中ボス養成アカデミア（馬かのこ）
- 魔石屋アレキサンドライトへようこそ 〜規格外魔石で商売繁盛〜（原作：虎戸リア・riritto 漫画：卓二雄作）
- 魔法少女なんてもういいですから。（双見酔）
- マンガ家先生と座敷わらし（ぬっく）
- 夢幻のリユニオン（きだまさし）
- 女神と魔王(♀)から迫られて生まれて初めて女の子とフラグが立ったので、意地でも異世界転生を回避したい件!??（森貴夕貴）
- ユータロー水天一碧!（梅川和実）
- ルーツビア（ルーツ）
- ろくがく深海生物部（小竹田貴弘）
- ロズウェル（阿部秀司）
- 私の従僕（原作：トール・La-na 漫画：犬丸）
- 私、日常は平均値でって言ったよね!（原作：FUNA・亜方逸樹 漫画：森貴夕貴）

## 休刊時の主な掲載作品
- うわばきっず（ルーツ）
- エミル・クロニクル・オンライン（原作：ECO 漫画：伊藤いづも）
- おにぎりささ（目黒三吉）
- くあどら!（とく村長）
- 勝利の女神だって野球したい!（松本ミトヒ。）
- 深海獣（菅野孝典）
- 翠星のガルガンティア 〜めぐる航路、遥か〜（原作：オケアノス 漫画：杉浩太郎）
- そろそろ兄にも本気を出してもらおう委員会 妹支部の愛と涙と青春の活動記録（耳式）
- てーきゅう（原作：ルーツ 漫画：Piyo）
  - 高宮なすのです!（原作：ルーツ 漫画：Piyo）
- 東京自転車少女。（わだぺん。）
- ノブナガン（久正人）
- HOLY HOLY（菅原キク）
- 夢幻のリユニオン（きだまさし）
- モレンジャーV（小田原ドラゴン）
- ヤマノススメ（しろ）
- ロズウェル（阿部秀司）

## 連載終了作品
- iDOLラヴァーズ（あらいぐま）
- アタラクシア 〜戦国転生記〜（岩田やすてる）
- アリス・ロワイヤル（ai&kai）
- エンカとハナミチ（濱元隆輔）
- WATER CUBE（原作：河一權 演出/絵コンテ：中村珍 作画：中澤泉汰）
- おにぎりささ（目黒三吉）
- カッテ!RPG!!（おちR）
- くあどら!（とく村長）
- 恋声〜コイゴエ〜（石田敦子）
- こえたま（キャラクター原案：中原麻衣・植田佳奈・矢作紗友里・早見沙織 作画：桜羽起成）
- 惨殺半島 赤目村（武富健治 原案協力：中島直俊）
- 勝利の女神だって野球したい!（松本ミトヒ。）
- 怪（しるまし）ピルグリム（蔵人頭）
- すーぱーそに子 そにコマ（原作：ニトロプラス 漫画：野々原ちき）
- 全力アイドル!（原作：ESE 漫画：蒼木アキ）
- 世界でいちばん強くなりたい!（原作：ESE 作画：夏木きよひと キャラクターデザイン：黒獅子 演出協力：蜂文太）
- そろそろ兄にも本気を出してもらおう委員会 妹支部の愛と涙と青春の活動記録（耳式）
- D.C.III 〜ダ・カーポIII〜公式新聞部日誌（藤井理乃）
- ちょっと待った!!自殺カフェ（岬ヨウコ）
- デビルサバイバー2 -Show Your Free Will-（原作：アトラス 漫画：沙垣長子）
- DRACU-RIOT! エリナ・ストーリー（仮）（原作：ゆずソフト 漫画：河南あすか）
- TRACE（原作：NASTY CAT 作画：雨松）
- トロン: レガシー（鷲尾直広）
- どうなのっ河本さん!（目黒三吉）
- 虹色セプテッタ（あおいれびん）
- にゃにゃにゃ〜にゃ!（くらんどけんご）
- Neun Edda（篠原九）
- ねりこちゃん造形中!（高木秀栄）
- ハート アンダー ザ ブレイド（原作：真路佳奈 作画：藤島真ノ介）
- フォトカノ Memorial Pictures（原作：エンターブレイン 原作協力：ディンゴ 漫画：天空太一）
- pupa（茂木清香）
- マジカルシェフ少女しずる（水あさと）
- 魔女っ子みなみくんの事情（ねこねこ）
- まんがーる!（玉岡かがり キャラクター原案：ヤス） - 連載開始時の題名は『創刊!コミック アース・スター編集部』。2012年5月より上記題名に改題[27]。
- マテリアルブレイブ（原作：戯画/TEAM BALDRHEAD 漫画：abua）
- みちくさ やまみち（岩岡ヒサエ）
- モレンジャーV（小田原ドラゴン）
- RECORD（原作協力：中島直俊 漫画：藤原カムイ）

## 映像化作品

### アニメ化
| 作品                             | 放送年                 | アニメーション制作 | 備考                 |
| -------------------------------- | ---------------------- | ------------------ | -------------------- |
| てーきゅう                       | 2012年（第1期）        | MAPPA              | スピンオフあり       |
| てーきゅう                       | 2013年（第2期、第3期） | MAPPA              | スピンオフあり       |
| てーきゅう                       | 2015年（第4期-第6期）  | ミルパンセ         | スピンオフあり       |
| てーきゅう                       | 2016年（第7期、第8期） | ミルパンセ         | スピンオフあり       |
| てーきゅう                       | 2017年（第9期）        | ミルパンセ         | スピンオフあり       |
| まんがーる!                      | 2013年                 | 動画工房           | 未放送1話あり        |
| ヤマノススメ                     | 2013年（第1期）        | エイトビット       | OVAあり              |
| ヤマノススメ                     | 2014年（第2期）        | エイトビット       | OVAあり              |
| ヤマノススメ                     | 2018年（第3期）        | エイトビット       | OVAあり              |
| ヤマノススメ                     | 2022年（第4期）        | エイトビット       | OVAあり              |
| 世界でいちばん強くなりたい!      | 2013年                 | アームス           |                      |
| pupa                             | 2014年                 | スタジオディーン   |                      |
| ノブナガン                       | 2014年                 | ブリッジ           |                      |
| 高宮なすのです！                 | 2015年                 | ミルパンセ         | てーきゅうスピンオフ |
| 魔法少女なんてもういいですから。 | 2016年（第1期、第2期） | PINE JAM           |                      |
| うさかめ                         | 2016年                 | ミルパンセ         | てーきゅうスピンオフ |

### テレビドラマ化
| 作品                         | 放送年 | 制作 | 備考 |
| ---------------------------- | ------ | ---- | ---- |
| 信長未満—転生光秀が倒せない— | 2022年 |      |      |

## 主催賞
アース・スター コミック大賞
創刊準備号より創設された新人賞。この賞から茂木清香（第1回・佳作）、蔵人頭（第2回・佳作）がデビューした。
国民的まんがグランプリ
2014年にTSUTAYAと共同で主催された。原作部門より伊藤竜也、森田彩香がそれぞれデビュー予定。
コミックアース・スター 新人賞
2016年に開催。